# Ötszögalapú piramisszámok
Az ötszögalapú piramisszámok olyan piramisszámok, illetve figurális számok,  melyek a gömbökből felépített ötszög alapú piramisban található gömbök számát jelképezik. Az n-edik ötszögű piramisszám éppen megegyezik az első n ötszögszám összegével.
Az n-edik ötszögalapú piramisszám {\displaystyle P5_{n}} a következő képlettel állítható elő
{\displaystyle P5_{n}={\frac {n^{2}(n+1)}{2}}={\frac {n^{2}+n^{3}}{2}}}
Az első néhány ötszögalapú piramisszám:
1, 6, 18, 40, 75, 126, 196, 288, 405, 550, 726, 936, 1183, 1470, 1800, 2176, 2601, 3078, 3610, 4200, 4851, 5566, 6348, 7200, 8125, 9126, 10206, 11368, 12615, 13950, 15376, 16896, 18513, 20230, 22050, 23976, 26011, 28158, 30420, 32800, 35301, 37926, 40678, … (A002411 sorozat az OEIS-ben)

## Tulajdonságok
Az előállítási képletből is látszik, hogy az n-edik ötszögalapú piramisszám épp n2 és n3 átlagával egyezik meg. Az n-edik ötszögalapú piramisszám továbbá megegyezik n-szer az n-edik háromszögszámmal.
Az ötszögalapú piramisszámok generátorfüggvénye:
{\displaystyle {\frac {1+2z}{(1-z)^{4}}}.}